# Инфантино, Джанни
Джа́нни Инфанти́но (итал. Gianni Infantino; полное имя Джованни Винченцо Инфантино, итал. Giovanni Vincenzo Infantino; род. 23 марта 1970, Бриг, Вале, Швейцария) — спортивный функционер, 9-й президент ФИФА с 26 февраля 2016 года, юрист по специальности. Имеет швейцарское и итальянское гражданства.

## Биография
Джанни Инфантино родился на юге Швейцарии, имеет итальянское происхождение. Имеет диплом адвоката. Свободно владеет итальянским, французским и немецким языками, кроме того знает английский, испанский и арабский языки.
До перехода в УЕФА Джанни Инфантино работал генеральным секретарём Международного центра изучения спорта (CIES) при университете Невшателя, а ранее занимал должность советника в различных футбольных организациях, в том числе — в профессиональных лигах Италии, Испании и Швейцарии.
В Европейском футбольном союзе Инфантино работает с августа 2000 года; в его компетенцию входили юридические и коммерческие вопросы, а также проблемы профессионального футбола. С 1 октября 2009 года и до своего избрания на пост президента ФИФА занимал должность генерального секретаря УЕФА. Ранее занимал должности заместителя генерального секретаря УЕФА и председателя Управления по правовым вопросам (2007—2009), исполняющего обязанности директора-распорядителя УЕФА (февраль — май 2007), председателя отдела юриспруденции и лицензирования УЕФА (январь 2004—2007).
26 февраля 2016 года избран президентом ФИФА, набрав во втором туре голосования 115 голосов из 207 возможных. 5 июня 2019 года был переизбран на второй срок.
Член МОК с 2020 года.

## Семья
Женат на уроженке Ливана Лине Аль-Ашкар. У пары четверо детей.

## Награды
- Большой крест ордена Андского орла (2016 год, Боливия).
- Командор ордена Заслуг (2019 год, Республика Конго)[4].
- Командор ордена Нигера (2019 год, Нигерия)[5].
- Орден Дружбы (6 февраля 2019 года, Россия) — за большой вклад в подготовку и проведение чемпионата мира по футболу FIFA 2018 года[6].
- Орден Звезды службы, 2-й степени (10 ноября 2023 год, Индонезия)[7].